# ترويقة في بيروت (فلم)
ترويقة في بيروت هو فيلم وثائقي لعام 2015 من إنتاج شركة فيوليت سكاي من تأليف وإخراج وإنتاج فرح الهاشم.

## الخلفية
فرح الهاشم هي مخرجة سينمائية كويتية لبنانية، أخرجت سبعة أفلام قصيرة منذ عام 2011، من بينها فيلم 7 ساعات الذي حاز على عدة جوائز في مهرجانات سينمائية عام 2013. حصلت فرح على شهادة في الصحافة من الجامعة اللبنانية الأمريكية ودرجة الماجستير في الفنون الجميلة من أكاديمية نيويورك للسينما.
في عام 2014، أقيم العرض الرسمي الأول لفيلم ترويقة في بيروت في مسرح متروبوليس سوفيل في بيروت بينما عُرض دوليًا لأول مرة رسميًا في باريس في سينما لو برادي في أبريل 2016. وحصل فيلم ترويقة في بيروت على تكريم فخري من بلدية تريفيزو بإيطاليا وبالتعاون مع غاليري في فينيسيا بإيطاليا حيث قرروا تسمية مهرجانهم الفني إفطار في مهرجان بيروت الفني تكريمًا للفيلم وفرح الهاشم.
وشارك في بطولة الفيلم فرح الهاشم، وزينة مكي، وليال بدارو، وبديع أبو شقرا، وناتاشا شوفاني، وعبد الرحيم أوجي، ومحمود حجيج. عملت عواطف زين كمشرفة الإنتاج.

## حبكة الفيلم
يركز الفيلم على طالبة كويتية مع أصدقائها اللبنانيين. شارك الأشخاص الذين أجريت معهم المقابلات حكاياتهم الحميمية عن بيروت الممزوجة بالقصة الخيالية لمجموعة من الأشخاص وذكريات حياتهم في بيروت، بينما يعبرون عن سخطهم، ويكشفون عن ارتباط عميق بالمدينة في الوقت نفسه. يتألف فيلم ترويقة في بيروت من سلسلة حكايات من قصة حياة ملهمة عن امرأة شابة فقدت رفيقة روحها. وعلى الرغم من أن الأزمة السياسية في بيروت من عام 2005 إلى عام 2009 كانت أزمة لا تنتهي أبدًا، إلا أن هذه الشابة وجدت بيروت أرض الأحلام والمكان الأكثر أمانًا على وجه الأرض لحبها الأبدي له.

## المهرجانات والجوائز

### المهرجانات
- الاختيار الرسمي - مهرجان الإسكندرية السينمائي لدول البحر الأبيض المتوسط (مصر 2015)
- الاختيار الرسمي - مهرجان الفيلم اللبناني (سيدني، أستراليا 2015)
- الاختيار الرسمي - مهرجان لوميير السينمائي الدولي (روما، إيطاليا 2016)
- الاختيار الرسمي - مهرجان كالت فيست (ماستر، إيطاليا 2016)
- الاختيار الرسمي - مهرجان عكاظ الثقافي الفني (2016)

### الجوائز والتكريمات
- الجائزة التكريمية – وزارة الثقافة (بيروت 2014)
- تنويه خاص - لجنة تحكيم قسم نور الشريف للأفلام الطويلة في مهرجان الإسكندرية السينمائي لدول البحر الأبيض المتوسط (مصر 2015)
- أفضل 5 أفلام تمثل بيروت - مجلة لها (2015)
- تم ترشيحه لجائزة "فيلم العام" - مهرجان الفيلم اللبناني (سيدني، أستراليا 2015)
- الإفطار في مهرجان بيروت الفني في البندقية - برعاية معرض ميد ان جاليري وبلدية تريفيزو تكريماً لفيلم ترويقة في بيروت (2016).[11]

## روابط خارجية
- ترويقة في بيروت  في قاعدة بيانات الأفلام على الإنترنت (بالإنجليزية)